# Onze-Lieve-Vrouw-van-Lourdeskerk (Purgatoire)

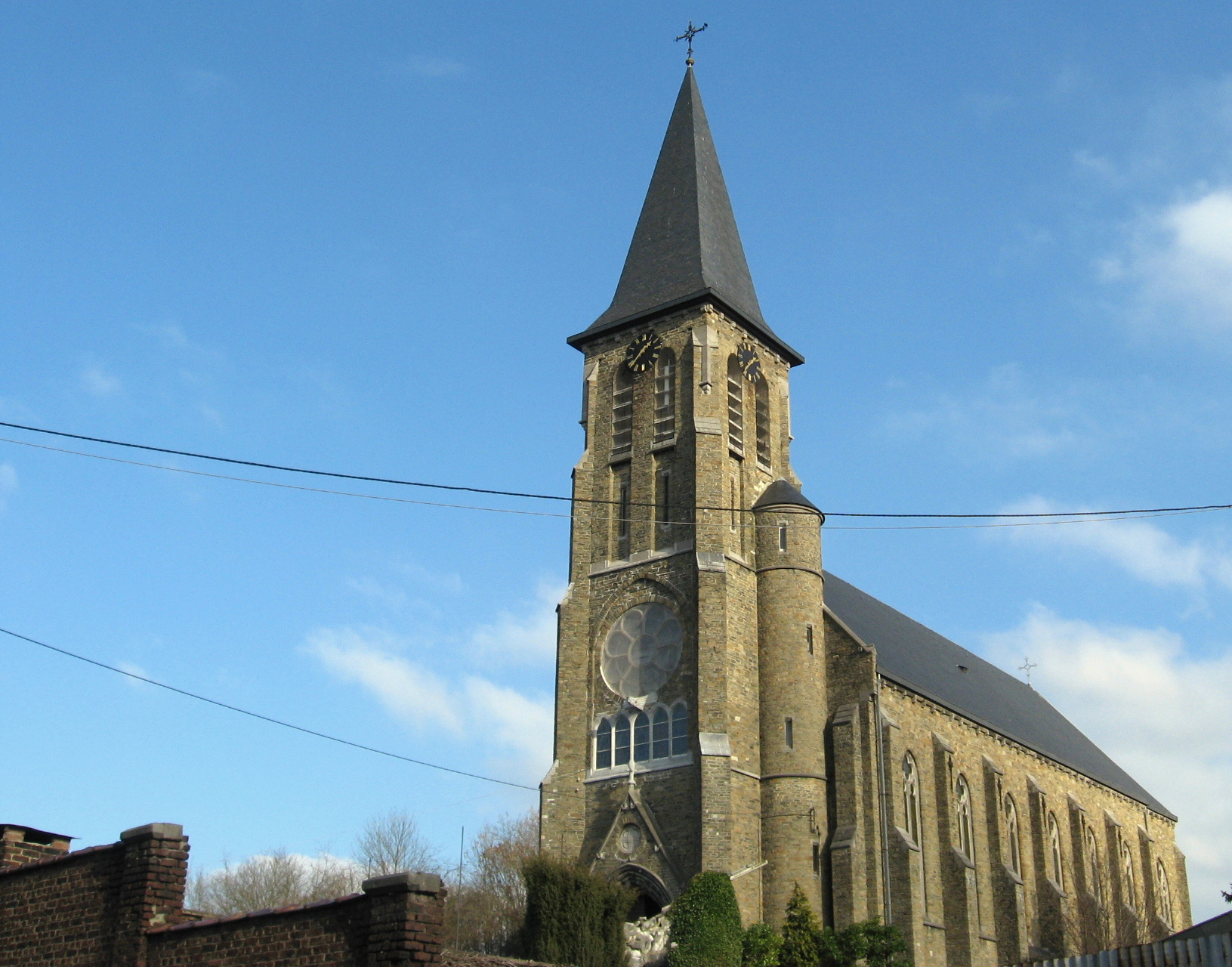
Onze-Lieve-Vrouw-van-Lourdeskerk

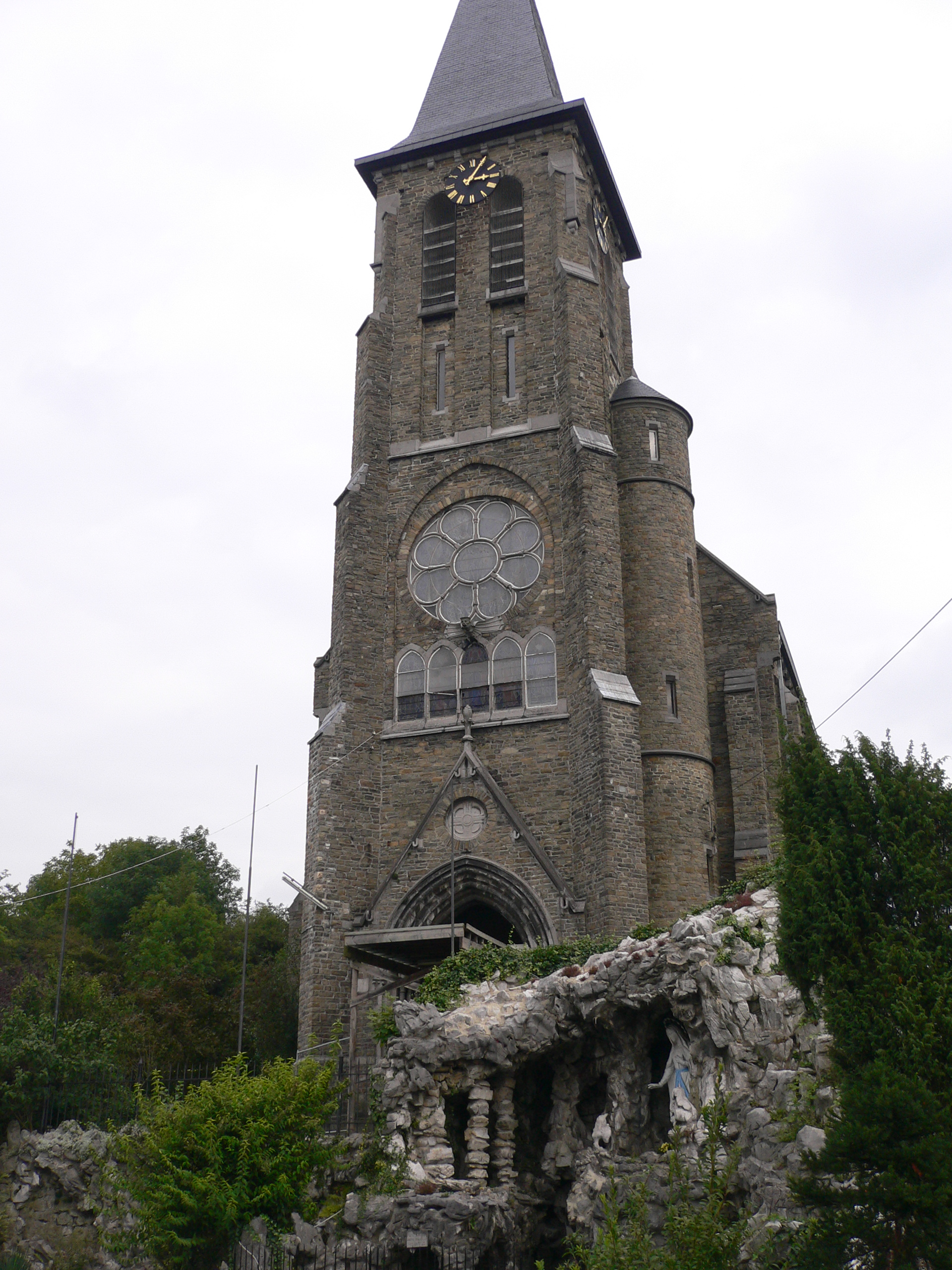
Kerk met Lourdesgrot

De Onze-Lieve-Vrouw-van-Lourdeskerk (Église Notre-Dame de Lourdes) is de parochiekerk van de tot de deelgemeente Wegnez van de Belgische gemeente Pepinster behorende plaats Purgatoire, gelegen aan de Rue des Déportés.

## Geschiedenis
De bewoners van Purgatoire waren vanouds aangewezen op de Sint-Hubertuskerk van Wegnez, waartoe een hellende weg moest worden afgelegd. In 1906 kwam er een houten kapel en niet lang daarna, in 1911, werd de huidige kerk in gebruik genomen. De kerk kwam grotendeels tot stand door schenkingen van de familie Del Marmol, die hier in de omgeving woonachtig was. Architect was Joseph François Piscador.

## Gebouw
Voor de kerk bevindt zich een Lourdesgrot. De eigenlijke kerk ligt op een verhoging en is een neogotisch gebouw, opgetrokken in kalksteenblokken en met een aangebouwde toren, gedekt door een tentdak. Het gebouw heeft een driezijdige koorafsluiting. De kerk heeft een tiental glas-in-loodramen, vervaardigd door het atelier Mayer uit München, die de geheimen van de Rozenkrans verbeelden. In de toren bevindt zich een roosvenster dat Christus verbeeldt, omringd door een koor van engelen.
Van de hand van Jean Julémont (1930) zijn de kruiswegstaties. Het meubilair is 20e-eeuws en voornamelijk neogotisch.
De kerk is een pelgrimsoord.